# Henning Gillström
Karl Henning Gillström, född 21 mars 1877 i Vike i Visnum, död där 20 april 1956, var en svensk konservator, målare, naturfotograf, yrkesmålare och spelman (fiol).
Under sin tid i Stockholm när han utbildade sig till konservator fick han även viss utbildning i teckning och målning vid Tekniska skolan. Väl åter i Kristinehamn blev kampen om brödfödan hård så vid sidan av arbetet som konservator tvingades han arbeta som yrkesmålare med bland annat tapetsering och måleriarbete. Som musiker komponerade han några små visor och spelade på olika tillställningar.
Hans konst består av pasteller, akvareller och oljemålningar.